# Ликой
Лико́й — порода кошек, возникшая вследствие естественной мутации шерсти домашней короткошёрстной кошки. Эта мутация придаёт животному внешний вид, схожий с видом оборотня из европейской мифологии. Эта мутация произошла у домашних кошек в течение последних 20 лет, была зафиксирована в Америке в 2010 году в штате Виргиния. В 2012 году разработан стандарт породы, который был принят международной фелинологической федерацией TICA. После этого порода была принята ещё в нескольких федерациях.
В России порода впервые была представлена в 2016 году на выставке Гран При Ройал Канин.
Изначально считалось, что это разновидность кошек породы сфинкс или девон рекс, однако позже было доказано, что это не так. В ходе исследований, посвящённых попыткам установить связь этих кошек со сфинксами или рексами, было выяснено, что несколько раньше такие котята уже родились в штате Теннесcи.
ДНК-тестирование, которое было сделано Калифорнийским университетом в Дейвисе, помогло подтвердить, что у этих кошек нет гена сфинксов или девонов. Дальнейшие исследования установили, что все четыре обнаруженных котёнка имеют в своем генотипе один и тот же рецессивный ген, что и позволило говорить о возникновении новой породы.
Древнегреческое слово λύκοι означает «волки», а словом ликантропы назывались оборотни в Европе. Благодаря этому созвучию и внешней схожести кошки этой породы и получили своё название.
Интересной особенностью кошек этой породы является то, что количество шерсти на них может зависеть от времени года.
На 2016 год было зарегистрировано 54 ликоя выставочного класса, 32 из которых характеризовались стандартным чалым окрасом, а 22 обладали экспериментальным голубым окрасом. В России на 2018 год существует только один питомник кошек породы ликой, его владелец привёз своих котят из США[обновить данные].

### Стандарт породы ликой по версии федерации[4]TICA
Необычный цвет шерсти и её малое количество придают кошке необычный внешний вид, напоминающий оборотня.
Голова имеет форму модифицированного клина с закруглёнными линиями от носа к щекам. Лоб слегка округлый, чуть больше в длину, чем в ширину. 
Морда средней длины. Мясистые, мягко закруглённые лысые подушечки усов, пинч. Морда заканчивается хорошо развитым подбородком, выровненным по вертикали с носом и имеющим округлую форму.
Нос гладкий, кожистый на ощупь, слегка направленный вниз и закруглённый на конце. Присутствует маска, характеризующаяся отсутствием волос. Профиль образует вогнутую кривую ото лба к переносице.
Уши большие, широкие у основания и заострённые на кончиках. Расположены высоко на голове, прямостоячие. Внешняя поверхность покрыта редкими волосами. Внутренний волос отсутствует.
Глаза большие, широкие, направлены косо вверх. Выражение глаз открытое. Вокруг глаз шерсть отсутствует. Вибриссы над глазами чаще всего отсутствуют. Предпочтителен золотой цвет глаз.
Шея средней длины. Ни тонкая, ни чрезмерно мускулистая. 
Тело — средний тип с выраженной мускулатурой. Линии плавные, общее впечатление — гибкое, стройное животное гармоничного строения. 
Конечности скудно покрыты волосами, лапы могут быть лысыми. Средней длины. Лапы среднего размера и овальной формы. Пальцы длинные. Подушечки темноокрашеные. 
Хвост короче тела, сужающийся к кончику, покрыт редкой длинной шерстью.
Шёрстный покров
Шерсть неплотная, мягкая на ощупь, от короткой до средней длины. Подшёрсток минимальный или отсутствует. Остевой волос, покрывающий тело, длинный. Количество волос варьируется в зависимости от сезона. По внешнему виду шерсть напоминает шёрстный покров опоссума и/или на ощупь напоминает человеческие волосы.
Окрас
Выставочный класс: чалый — в пределах от 30 % до 70 % тёмно-чёрный волос от корней до кончиков, перемешан с белыми от корней до кончиков волосами. Идеально соотношение 50 на 50. Белые волосы рассредоточены по всему телу. Особи с другим цветом шерсти допускаются к разведению в ауткроссинг, но не для выставок.
Брид-класс: чёрный или черный дым (голубой).
Ауткроссинг: короткошёрстные кошки сплошного чёрного окраса.

Недостатки: избыточно редкий, неравномерный шёрстный покров.

Дисквалификация:
- Отсутствие лысой маски, отсутствие залысин, животное полностью одето шерстью;
- Любой основной цвет шерсти, кроме чёрного и чалого;
- Агрессия или трусость;
- У взрослых котов семенники не опущены в мошонку;
- Дефекты хвоста — заломы, короткохвостость, маленькая подвижность;
- Врождённые мутации пальцев, полидактилия.

## Особенности
Ликой — частично или почти полностью голая кошка, которая генетически отличается от канадского сфинкса.
Её шерсть является уникальной по внешнему виду в том, что она напоминает мех опоссума.
Обычно у них сплошь чёрный, перемешанный с сединой цвет шерсти, клиновидная голова и гибкое массивное тело без лишней массы. Кошек с цветом шерсти, отличным от этого, оставляют в разведении, но они не имеют права участия в выставках.
Ликоев считают дружелюбными и несложными в поведении. Они показывают высокий уровень приверженности хозяину.
Уникальной особенностью кошек этой породы является то, что ликои полностью линяют, когда становятся старше, но потом их шерсть снова отрастает и снова линяет в зависимости от сезона.
Отсутствие шерсти на морде ликоев придаёт породе внешний вид оборотня.

## История породы кошек
Когда были обнаружены два первых котёнка этой породы, хозяйка кошки-матери Патти Томас из Вирджинии (США) связалась с заводчиками канадских сфинксов супругами Гоббл, поскольку считала, что котята являются мутацией этой породы. В дальнейшем эта теория была отвергнута. 
Джон Гоббл, который занимался ликоями, не обнаружил их родства со сфинксами, однако встретил ещё двух котят сходной необычной внешности.
Чтобы доказать, что за внешний вид отвечает обнаруженный в ходе генетических исследований общий для всех этих котят ген, были проведены скрещивания имеющихся кошек необычного вида с обычными кошками. Для этого взяли особей из разных помётов. В 2011 году в ходе этой работы родилась кошечка, которую назвали Дациана. В результате работы удалось установить, что за мутацию отвечает рецессивный ген.
Все полученные котята были тщательно обследованы ветеринарами, в ходе исследований не было выявлено никаких генетических заболеваний, кожных патологий и заболеваний, вызывающих частичную лысость. 
Дальнейшая работа по признанию породы заключалась только в подготовке документов и направлении их в фелинологические федерации с целью признания новой породы. В настоящее время кошек разводят в питомнике в Теннесси, отсюда котята разошлись к заводчикам из США, Канады, Франции, России и других стран.
Так как в происхождении породы ликой участвовали домашние беспородные кошки, то и в первичном разведении не прибегали к использованию породистых животных. В дальнейшем участие в разведении короткошёрстных кошек свели к минимуму, стараясь использовать для получения нового поголовья уже имеющихся кошек, соответствующих стандарту новой породы. Заводчики сосредоточились на получении только чёрных кошек, являющихся носителем гена «ликой».

## Расхождение мнений
Ликой — порода, возникшая в ходе естественной мутации, а не искусственно созданной. Из-за этого некоторые фелинологические федерации не признали эту породу, так как согласно их требованиям к породе должны быть точные данные о её выведении. Также возникало несколько споров о том, является ли порода следствием спонтанной мутации или она выведена искусственно. Однако часть федераций породу ликой признали. До сих пор TICA остается единственной федерацией, в которой зарегистрированы питомники кошек этой породы. На 2017 год было зарегистрировано два питомника, оба они находятся в США.

## Шерсть
В Университете штата Теннесси дерматологи исследовали их на патологии кожи, так как были подозрения, что своеобразное строение шерсти ликоев является причиной заболевания, также это исследование служило одним из способов определить их возможное родство с породами сфинкс и девон рекс.
По биопсии кожи дерматологи не смогли найти никаких похожих образцов шерсти. Было обнаружено, что у кошек породы ликой не хватает некоторых необходимых волосяных фолликул для роста волос, поэтому у ликоев отсутствует подшёрсток. Также было обнаружено, что в фолликулах, которые были в состоянии производить волосы, не хватало должного баланса компонентов для поддержки роста волос, поэтому ликои линяют и иногда могут стать почти полностью лысыми.
С помощью испытательного разведения и генетических анализов было установлено, что это была настоящая природная мутация.
Установлено, что особенностью шёрстного покрова ликоев является способность к быстрой линьке и быстрому восстановлению в зависимости от климатического режима. Это приводит к тому, что смена шерстяного покрова может происходить в несколько раз быстрее, чем у обычных кошек.
Еще одна особенность этой породы в том, что ликои быстро загорают. Даже за несколько часов на солнце или у источника интенсивного тепла (например, при лежании на батарее) их кожа приобретает более тёмный тон, вплоть до коричнево-черного. Обратное восстановление до базового тона происходит за несколько недель.
Кожа ликоев так же, как и кожа сфинксов, выделяет жировой секрет, «потеет», поэтому необходимо регулярное (хотя бы раз в месяц) купание животного и удаление сального секрета по мере необходимости салфетками или чистой мягкой тканью.